# バウディール・ペレス
バウディール・ペレス（Waldir Peres、1951年1月2日 - ）は、ブラジル・サンパウロ州出身の元同国代表サッカー選手。現役時代のポジションはゴールキーパー。本名はバウディール・ペレス・デ・アルーダ (Waldir Peres de Arruda) 。

## 経歴
FIFAワールドカップに3度出場し、32試合に出場した。1982年大会では早期敗退の原因の1つとして批判された。